# Franz Juraschek
Franz (von) Juraschek (* 8. Juni 1895 in Wien; † 20. November 1959 ebenda) war ein österreichischer Kunsthistoriker und Denkmalpfleger, Landeskonservator in Oberösterreich und ab 1952 im Burgenland.

## Leben
Franz Juraschek, als Franz von Juraschek geboren, studierte an der Universität Wien Kunstgeschichte. Er war der Sohn des Statistikers Franz von Juraschek. Nach seiner Promotion im Jahr 1918 arbeitete er im Auftrag des Bundesdenkmalamtes bis zum Jahr 1924. Anschließend war bis zum Jahr 1939 Verlagsleiter des Krystall-Verlages.
Im Jahr 1939 übernahm er in Linz vom oberösterreichischen Landeskonservator Erwin Hainisch, der aus „rassischen Gründen“ zwangspensioniert worden war, dessen Position und war von da an der Gauleitung Oberdonau unterstellt. Im Jahr 1938 suchte Juraschek um Aufnahme in die NSDAP an, wurde aber abgelehnt.
Mit Gauleiter August Eigruber hatte er immer wieder Differenzen über die von der katholischen Kirche beschlagnahmten Güter und Klöster, die er im Gegensatz Eigrubers als Denkmäler erhalten wollte. Auf Grund dessen wurde Juraschek auch im Jahr 1942 gekündigt. Die Kündigung wurde aber mehrmals aufgeschoben, sodass er effektiv bis Kriegsende im Dienst bleiben konnte.
Die Ablehnung eines nochmaliges Ansuchen um Aufnahme in die Partei im Jahr 1944, obwohl er bis 1945 Mitgliedsbeiträge zahlte und sein Status nur als Parteianwärter, deutete er nach Kriegsende als politische Ablehnung Eigrubers und suchte daher um Befreiung von der Registrierungspflicht nach dem Verbotsgesetz an. Diese wurde allerdings 1947 abgelehnt.
Nach Kriegsende wurde er vom amerikanischen CIC kurz inhaftiert, aber nach 24 Tagen wieder freigelassen. Vom neuen oberösterreichischen Landeshauptmann Adolf Eigl wurde er sofort wieder in Dienst gestellt. Bis zum Jahr 1951 blieb er in Oberösterreich Landeskonservator, bis er nach Wien versetzt wurde, wo er auch die ganze Zeit über auch seinen alten Wohnsitz behielt. Im Jahr 1952 wurde Juraschek als Landeskonservator im Burgenland bestellt. Diese Tätigkeit übte er bis zu seinem Tod im Jahr 1959 aus. Juraschek wurde auf dem Wiener Zentralfriedhof bestattet.
Jurascheks Schwester Felicitas war die Mutter des Ökonomen Friedrich August von Hayek, weitere Geschwister waren noch die Schwester Greta und den Bruder Fritz.

## Publikationen (Auswahl)
- Aufgaben der Denkmalpflege in Oberdonau. In: Jahrbuch des oberösterreichischen Musealvereines. Band 89, Linz 1940, S. 267–278 (zobodat.at [PDF]).
- Wege, die zur Martinskirche führen. In: Oberösterreichische Heimatblätter. Jahrgang 10, Heft 3/4, Linz 1956, S. 84–94 (ooegeschichte.at [PDF]).
- Zur kunstgeschichtlichen Einordnung der Wandmalereien. In: Oberösterreichische Heimatblätter. Jahrgang 1, Linz 1947, S. 41–42 (ooegeschichte.at [PDF]).
- Das Werkmaß der karolingischen Martinskirche in Linz. In: Oberösterreichische Heimatblätter. Jahrgang 3, Linz 1949, S. 155–162 (ooegeschichte.at [PDF]).
- Der langobardische Fuß und die vorkarolingische Martinskirche in Linz. In: Archäologia Austriaca. Heft 4, 1949, S. 132–139.
- Linz im 8. Jahrhundert. In: Jahrbuch der Stadt Linz 1949. Linz 1950, S. 265–280 (ooegeschichte.at [PDF]).
- Die Baugeschichte der Martinskirche im hohen und späten Mittelalter. In: Jahrbuch der Stadt Linz 1950. Linz 1951, S. 373–404 (ooegeschichte.at [PDF]).
- Die frühesten Kirchen von Österreich. Vortrag zur Eröffnung des Kongresses, In: Beiträge zur Kunstgeschichte und Archäologie des Frühmittelalters. Akten zum VII. Internationalen Kongress für Frühmittelalterforschung, 21.–28. September 1958 in Graz und 1962 in Köln. S. 3–20 (betrifft auch die Martinskirche in Linz).